# Robert Mans
Robert Mans (Tienen, 21 augustus 1946) is een Belgisch componist, dirigent, saxofonist en leraar.

## Levensloop
Mans kreeg vanaf 1955 muziekles bij de Koninklijke Harmonie De Melomanen van de Grote Gete in Hoegaarden bij Lucien Schollaert en Paula Andriessens (solfège), Laurent Delvaux (saxofoon) en Jean De Middeleer (harmonie). Later studeerde hij aan de Vrije Universiteit Brussel en behaalde in 1968 zijn diploma van licentiaat in de letteren en wijsbegeerte en van geaggregeerde Hoger secundair onderwijs (h.s.o.). Vervolgens werd hij leraar in Latijnse taal aan het Provinciaal Instituut voor Secundair Onderwijs (PISO) in Tienen.
Als tweede dirigent en saxofonist is hij verbonden aan zijn harmonieorkest in Hoegaarden. Verder was hij dirigent van diverse blaasorkesten zoals de Koninklijke Harmonie Onze Taal in Kumtich (1973-1977), de Koninklijke Harmonie Sint-Pieter in Tienen (1979-1997) en de Koninklijke Fanfare Eendracht Kortenberg (1988-1990) en in 2012 Concertband Eendracht Kortenberg (CONEK). Hij maakte verder deel uit van een saxofoonkwartet en van een slagwerkensemble. Hij was een bepaalde tijd lid van de muziekcommissie van het Koninklijk Muziekverbond van België.
Als componist is hij autodidact en schrijft hij werken voor harmonie- of fanfareorkest en kamermuziek.

## Composities

### Werken voor harmonie- of fanfareorkest
- Adagio en Rondo, voor trompet (of kornet) en harmonieorkest
- Concertino, voor hoorn en harmonieorkest
- Flandria, selectie van Vlaamse volksliederen voor harmonieorkest
- Jacobana, voor harmonieorkest
- Spaanse suite, voor harmonieorkest
- Feniks 150, voor harmonieorkest
- Momima, voor harmonieorkest

### Kamermuziek
- Andante Semplice, duet voor gelijke koperinstrumenten
- Duo, voor trompet (of kornet, of bugel) en tuba
- Jacobana (variaties op "Broeder Jacob"), voor saxofoonkwartet
- Musica Festiva, voor koperblazers en pauken
- Saxofonia, voor saxofoonkwartet

### Werken voor slagwerk
- Duel voor trom en pauken
- Fang Hiang, voor slagwerkensemble
- Kleine Danssuite, voor slagwerkensemble